# Tubilustrium

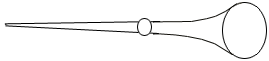
Tuba romana (latín, tubus).

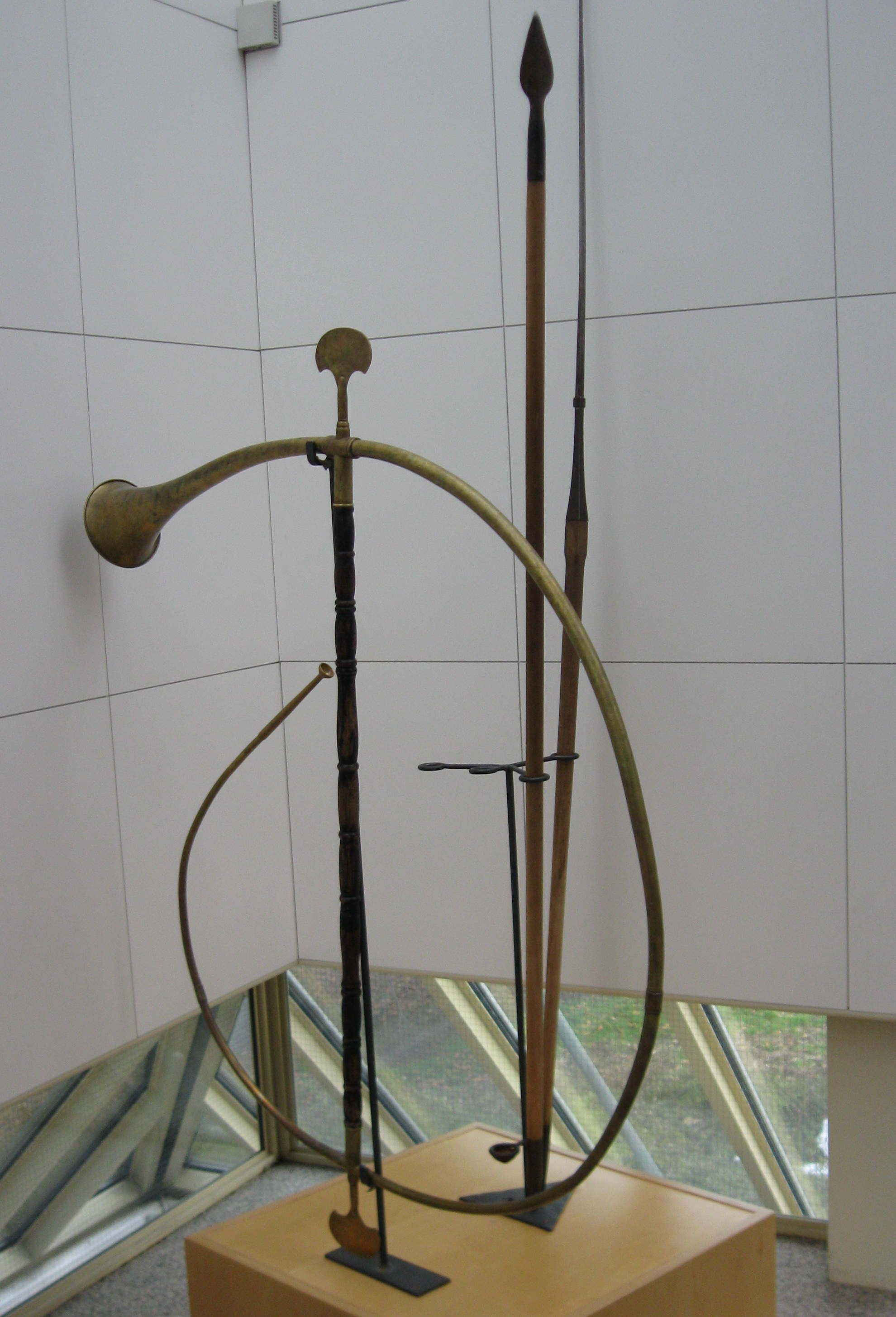
Cornu o tuba curva romana. Museo de Aalen.

Tubilustrium, Tubulustrium o Tubilustrio es una fiesta romana durante la que se consagraban a Marte y Vulcano las trompetas sagradas de la guerra, llamadas tubae, con las que se procedía a una ceremonia de lustración.

## Ceremonia
En la Antigua Roma, el mes de marzo era el inicio tradicional de la campaña militar. Con esta ceremonia, se pasaba a la inauguración de la temporada al favorecer que el ejército fuese apto para la guerra. Era como una señal de que todo el equipamiento militar, incluido los instrumentos musicales, estuviesen limpia y listos para su uso.
Existen dudas sobre cómo era el instrumento musical militar. Johannes Quasten, piensa que el término común para la trompeta de guerra, tubae no es lo mismo que la denominada tubi. Puntualiza que las tubi solo se usaban para las trompetas utilizadas en los sacrificios y continúa mostrando cómo la ceremonia era una fiesta para limpiar y purificar estas trompetas como una conexión especial entre la música y el culto en el ritual romano.
Se realizaban dos ceremonias anualmente para insistir en la purificación de las trompetas de guerra, la primera, el 23 de marzo, el último día de la Quinquatria una fiesta dedicada al dios romano Marte y a Nerine, una diosa sabina. Una segunda celebración, de renovación, tenía lugar el 23 de mayo y se dedicaba a Vulcano, el divino herrero, dios del fuego y de los artesanos que fabrican las tubas.
La ceremonia se llevaba a cabo en Roma en un edificio llamado el Atrio de los Zapateros (atrium sutorium) e implicó el sacrificio de una oveja o cordero. A los romanos que no asistían a la ceremonia se les recordaba la ocasión al ver a los salii danzando por las calles de la ciudad.